# Lyle Foster
Lyle Brent Foster (Soweto, Gauteng, 3 de septiembre de 2000) es un futbolista sudafricano. Juega como delantero y su equipo es el Burnley F. C. de la Premier League. Es primo del también futbolista Luther Singh.

## Trayectoria
En la temporada 2017-18 fue ascendido al primer equipo de los Orlando Pirates tras haber pasado por su filial, siendo nombrado por el diario The Guardian como uno de los 60 jugadores más prometedores del mundo. Ficharía por el A. S. Monaco en enero de 2019, con un contrato de hasta 2023.
El 30 de agosto de 2019 salió cedido al Círculo de Brujas por una temporada. El 13 de agosto de 2020, al volver de su cesión, fue traspasado al Vitória de Guimarães por cinco temporadas. Un año después regresó a Bélgica para jugar a préstamo en el K. V. C. Westerlo, y una vez se terminó la cesión fue vendido al mismo equipo a cambio de un millón de euros y el 15% de plusvalía de una futura venta.
El 25 de enero de 2023 fue fichado por el Burnley F. C. y firmó un contrato de cuatro años y medio.

## Clubes
| Club                       | País       | Año       |
| -------------------------- | ---------- | --------- |
| Orlando Pirates F. C.      | Sudáfrica  | 2017-2019 |
| A. S. Monaco               | Francia    | 2019-2020 |
| Círculo de Brujas (cedido) | Bélgica    | 2019-2020 |
| Vitória de Guimarães       | Portugal   | 2020-2022 |
| K. V. C. Westerlo (cedido) | Bélgica    | 2021-2022 |
| K. V. C. Westerlo          | Bélgica    | 2022-2023 |
| Burnley F. C.              | Inglaterra | 2023-     |